# الحرب الأهلية الليبية (2014–2020)
الحرب الأهلية الليبية الثانية أو الأزمة الليبية هو صراع دائر بين أربع منظمات متناحرة تسعى للسيطرة على ليبيا. جذور الأزمة تكمن في الحالة التي سادت البلاد عقب الثورة سنة 2011 وأبرز سماتها وجود جماعات مسلحة عديدة خارج سيطرة الحكومة. الصراع اشتعل بين الحكومة التي كانت آنذاك المعترف بها دولياً والمنبثقة عن مجلس النواب الذي انتخب ديمقراطيا في عام 2014 والذي يتخذ من مدينة طبرق مقراً مؤقتاً له، والمعروفة رسمياً باسم «الحكومة الليبية» ومقرها في مدينة بنغازي شرق البلاد. وحكومة إسلامية تتناحر معها أسّسها المؤتمر الوطني العام المنتهية ولايته القانونية ومقرها في مدينة طرابلس. وفيما ومجموعات مسلحة تحت قيادة المشير خليفة حفتر والذي يحظى بدعم من مصر والإمارات العربية المتحدة. حكومة الإنقاذ الوطني التي تتبع المؤتمر الوطني العام، ومدعومة من قبل تحالف عُرف باسم «فجر ليبيا» وتحظى بدعم من قطر، السودان وتركيا. وقد حكمت المحكمة الليبية العليا ببطلان التعديلات الدستورية التي أقرتها لجنة تسمى بلجنة فبراير ومما قضي بكافة القرارات الناتجة عن هذه اللجنة بما فيها انتخابات البرلمان الذي حكمت ببطلانه قانونا وقد صدر هذا الحكم تحت التهديد نتيجة حصار مليشيات مسلحة تابعة للأحزاب والكتل السياسية الخاسرة في الانتخابات لمقر المحكمة.[بحاجة لمصدر]
وبالإضافة إلى هذه هناك أيضا جماعات متنافسة أخرى أصغر: مجلس شورى ثوار بنغازي، الذي تقوده جماعة أنصار الشريعة،[بحاجة لمصدر] الذي حصل على دعم مادي وعسكري من المؤتمر الوطني العام؛ تنظيم الدولة الإسلامية بالعراق والشام في بعض المناطق الليبية. وكذلك ميليشيات الطوارق في غات، والتي تسيطر على المناطق الصحراوية في جنوب غرب البلاد. والميليشيات المحلية في منطقة مصراتة والتي تسيطر على بلدتي بني وليد وتاورغاء. المتحاربين هم ائتلافات من الجماعات المسلحة والتي تغير الجانب الذي تحارب معه في بعض الأحيان.
وبالإضافة إلى هذه هناك أيضا جماعات متنافسة أخرى أصغر: مجلس شورى ثوار بنغازي الإسلامي، الذي تقوده جماعة أنصار الشريعة، الذي حصل على دعم مادي وعسكري من المؤتمر الوطني العام؛ تنظيم الدولة الإسلامية بالعراق والشام في بعض المناطق الليبية. وكذلك ميليشيات الطوارق في غات، والتي تسيطر على المناطق الصحراوية في جنوب غرب البلاد. والميليشيات المحلية في منطقة مصراتة والتي تسيطر على بلدتي بني وليد وتاورغاء. المتحاربين هم ائتلافات من الجماعات المسلحة والتي تغير الجانب الذي تحارب معه في بعض الأحيان.
في بداية عام 2014، حكم ليبيا المؤتمر الوطني العام بعد انتخابات عام 2012. ومنذ ذلك الحين سيطرت التيارات الإسلامية على المجلس، مقصية الأغلبية المنتخبة المكونة من تياري الوسط والليبراليين، وتم انتخاب نوري أبو سهمين رئيسا للمؤتمر في يونيو 2013. ووفقا للبعض، فقد استخدم أبو سهمين صلاحياته لقمع المناقشات والاستفسارات داخل المؤتمر. وفي ديسمبر عام 2013، صوت المؤتمر الوطني لفرض الشريعة الإسلامية وقرر تمديد مدة ولايته البالغة 18 شهراً لمدة سنة إضافية حتى نهاية عام 2014 وسط رفض شعبي. في 14 فبراير 2014، وفي محاولة انقلاب من الجنرال خليفة حفتر، الذي خدم في الجيش في عهد النظام السابق، دعا حفتر لحل المؤتمر الوطني العام وتشكيل حكومة مؤقتة للإشراف على انتخابات تشريعية جديدة.
في مايو 2014، أطلقت القوات البرية والجوية الموالية للجنرال حفتر عملية عسكرية مستمرة سميت عملية الكرامة ضد الجماعات الإسلامية المسلحة في مدينة بنغازي وضد المؤتمر الوطني العام في مدينة طرابلس. في يونيو دعا المؤتمر الوطني العام لإجراء انتخابات جديدة لمجلس النواب، هُزم الإسلاميون في الانتخابات، لكنهم رفضوا نتائج الانتخابات، التي شهدت نسبة مشاركة بلغت 15٪.
تصاعد النزاع في 13 يوليو عام 2014، عندما أطلق الإسلاميون في طرابلس رفقة ميليشيات مصراتة عملية أطلق عليها فجر ليبيا للاستيلاء على مطار طرابلس الدولي، حيث استولت عليه من ميليشيا مصراتة في 23 أغسطس، مخلفة دماراً في منشآت المطار والطائرات به. بعد ذلك بوقت قصير، قام أعضاء سابقون من المؤتمر الوطني العام والذين رفضوا انتخابات يونيو ونتائجها، قاموا بعقد جلسة المؤتمر الوطني العام الجديد وصوتوا لأنفسهم كبديل لمجلس النواب المنتخب حديثا، متخذين من طرابلس عاصمة سياسية لهم، وتم وضع نوري أبو سهمين رئيسا وعمر الحاسي رئيسا للوزراء. ومع سيطرة الميليشيات الإسلامية المدعومة من المؤتمر الوطني العام على مدينة بنغازي وهجومها على معسكرات الجيش الليبي بالمدينة التي كان يفترض بها ووفقاً للإعلان الدستوري المعدل أن تكون مقراً لمجلس النواب المنتخب ونتيجة لذلك، اضطرت الغالبية في مجلس النواب في الانتقال إلى طبرق في أقصى الشرق وتحالفت مع قوات الجنرال حفتر الذي تم ترشيحه كقائد الجيش الليبي.
في 6 نوفمبر، أعلنت المحكمة العليا في طرابلس، التي يسيطر عليها المؤتمر الوطني العام الجديد حل مجلس النواب. ورفض مجلس النواب هذا الحكم الذي صدر «تحت التهديد». في 16 يناير عام 2015، وافقت عملية الكرامة وفصائل فجر ليبيا على «وقف لإطلاق النار». لتقاد البلاد من قبل حكومتين منفصلتين، مع سيطرة المؤتمر الوطني العام وقتها من خلال القوات الموالية لفجر ليبيا على مدينة طرابلس ومناطق مصراتة والزاوية وغرب البلاد في حين المجتمع الدولي ظل حينها يعترف بالحكومة الليبية المؤقتة التي يترأسها عبد الله الثني في مدينة البيضاء ومجلس النواب في طبرق. فيما استمرت مدينة بنغازي تشهد نزاع مسلح بين القوات الموالية للفريق خليفة حفتر والإسلاميين الراديكاليين.
تم التوصل إلى اتفاق مثير للجدل لوقف إطلاق النار توسطت فيه الأمم المتحدة في ديسمبر عام 2015، ويوم 31 مارس عام 2016، ووصل قادة حكومة التوافق المرتقبة والتي تدعمها الأمم المتحدة إلى القاعدة البحرية في أبو ستة في طرابلس.
ولكنها لم تتسلم مقر الحكومة في المدينة أو أي من المقرات الحكومية الأخرى والذي رفضت حكومة الإنقاذ التابعة للمؤتمر الوطني العام برئاسة خليفة الغويل تسليمها.
في يوليو 2017، أعلن الجنرال خليفة حفتر النصر لصالح الجيش الوطني الليبي في معركة بنغازي بعد ثلاث سنوات من الصراع مع الجماعات المسلحة.
اعترف الرئيس الأمريكي لخضر تشاش يوم 11 أبريل 2016 أن «أسوأ خطأ» ارتكبته رئاسته كان عدم الاستعداد لمرحلة ما بعد القذافي في ليبيا.

## خلفية
كانَ المؤتمر الوطني العام على هرمِ السلطة في ليبيا وذلك منذ أن فازَ في الانتخابات العامّة الليبية التي جرت في عام 2012 أي بعد عامٍ واحدٍ تقريبًا من إسقاطِ نظام القذافي. يتكوّن المؤتمر الوطني العام من مجموعتين سياسيتين رئيسيتين: تحالف القوى الوطنية وحزب العدالة والبناء. فشلت المجموعتانِ الرئيسيتان في البرلمان في التوصُّلِ إلى حلولٍ بشأن القضايا الأكبر والأكثر أهمية التي واجهها المؤتمر الوطني العام.
لقد تسبّب الانقسام بين الأحزاب في ليبيا والجدل الذي أثاره قانون العزل السياسي فضلًا عن تدهورِ الوضع الأمني في التأثير وبشكلٍ كبيرٍ على قدرة المؤتمر الوطني العام في تحقيقِ تقدم حقيقي نحو إنشاءِ دستورٍ جديدٍ للبلاد والذي كان المهمة الأساسية التي كُلّفت بها هذه الهيئة الحاكِمة.
بالإضافةِ إلى تحالف القوى الوطنية وحزب العدالة والبناء، ضمَّ المؤتمر الوطني أعضاء مرتبطين بعددٍ من «الجماعات الإسلاميّة المعتدلة» والجماعات الثورية التي قاتلت الجيش النظامي الذي كان يأتمرُ بأوامر القذافي في عام 2011. كان لبعضِ هؤلاء الأعضاء تضاربٌ في المصالح وذلك بسببِ ارتباطهم بميليشيات فضلًا عن اتهامهم — وبالتالي اتهام المؤتمر — بتحويل أموال حكومية إلى الجماعات المسلحة والسماح لجماعات أخرى بالقيام بعمليات اغتيال واختطاف دون محاسبةٍ ولا ردع.
بدأت الأحزاب التي تشغل أغلبية المقاعد في البرلمان بالتهديدِ بمقاطعة الجلسات بل والمقاطعة أحيانًا ما زادَ من الانقسام واحتدامِ النّقاش. شهدَ المؤتمر العام انقسامًا كبيرًا في اليومِ الذي صُوّت فيهِ على قرار إنشاء لجنة خاصة لمراجعة جميع القوانين القائمة لضمان توافقها مع الشريعة الإسلامية، كما حصل انقسامٌ أكبرٌ حينما سنّ المؤتمر قوانين من قِبيل الفصل بين الجنسين وفرض الحجاب في الجامعات الليبية فضلًا عن رفضهِ إجراء انتخاباتٍ جديدةٍ عندما انتهت ولايته الانتخابية في كانون الثاني/يناير 2014. بعد شهرين من ذلك، برزَ المشير الليبي خليفة حفتر الذي شنَّ هجومًا عسكريًا واسعَ النّطاق ضد الأحزاب والجماعات الإسلامية مُطلقًا على العمليَة اسمَ عملية الكرامة.

### التشرذم السياسي
اعتُبرت انتخابات عام 2012 التي أشرفت عليها المفوضية الوطنية العليا للانتخابات بدعمٍ من بعثة الأمم المتحدة للدعم في ليبيا ومنظمات غير حكومية مثل المؤسسة الدولية للأنظمة الانتخابية اعتُبرت انتخابات عادلة وحرّة من قِبل معظم الليبيين. مع ذلك لم تُؤدِّ الانتخابات بالضرورةِ إلى تشكيل حكومةٍ قويةٍ لأنّ البرلمان كان مجزأًً وذلك بسببِ عدم وجود أحزابٍ سياسيةٍ منظمةٍ في ليبيا بعد الثورة. أصبحَ المؤتمر الوطني العام مكوّنًا من خليطٍ واسعٍ من الأحزاب السياسيّة والأعضاء الذين كانوا يختلفون في الآراء والأفكار وما إلى ذلك. انتُخب نوري أبو سهمين رئيسًا للمؤتمر الوطني العام في حزيران/يونيو 2013. كان نوري يُعتبر إسلاميًا مستقلًا ومُرشّحًا توفيقيًا مقبولاً لدى الأعضاء الليبراليين في البرلمان حيث انتُخب بـ 96 صوتًا من إجمالي 184 صوتًا داخل المؤتمر.

### غرفة عمليات ثوار ليبيا
واجه المؤتمر الوطني العام تحدياتٍ بسبب المخاوف الأمنية المتزايدة في العاصمة طرابلس، بل تعرض المؤتمر الوطني العام نفسه للهجومِ عدة مرات من قِبل الميليشيات والمتظاهرين المُسلّحين الذين اقتحموا قاعة اجتماع المؤتمر. كُلّف أبو سهمين بعد تعيينه رئيسًا للمؤتمرِ بتوفير الأمن، فأنشأ غرفة عمليات ثوار ليبيا والتي كانت تهدفُ في البدايةِ إلى حماية طرابلس وتأمينها، لكن هذه المجموعة المسلحة كانت مسؤولةً عن اختطاف رئيس الوزراء زيدان في تشرين الأول/أكتوبر 2013 ما عقّد الأمور أكثر. ترتَّب عن عمليَة الخطف عزل المؤتمر الوطني العام كما أُقيل أبو سهمين مؤسّس غرفة العمليّات.
عقبَ اختطاف رئيس الوزراء، استخدم أبو سهمين سلطته لتغيير جدول أعمال المؤتمر الوطني العام من أجل منعِ النّقاش حول إلغاء غرفة عمليات الثوار، كما ألغى في الوقتِ نفسه طلبًا لتشكيل لجنةٍ للتحقيقِ في تخصيص أبو سهمين نفسه مبلغ 900 مليون دينار ليبي (حوالي 720 مليون دولار أمريكي) لغرفة عمليات الثوار ومختلف الجماعات المسلحة الأخرى. بدلاً من ذلك، خفّض المؤتمر الوطني العام مسؤوليات غرفة عمليات الثوار، ومع ذلك فقد سُمح لها بمواصلة العمل ولم تتم مقاضاة أحد على عمليّة الاختطاف.
اختطاف رئيس الوزراء زيدان
أفاد معظم الصحفيين أن اختطاف زيدان كان من قِبل غرفة عمليات ثوار ليبيا التي أنشأها أبو سهمين بموجبِ المرسوم 143 الصادر في السابع من تمّوز/يوليو، ومع ذلك لا زالت بعض المصادر تنفي التهمة عن غرفة عمليّات الثوار وتُحمّل جماعاتٍ مسلّحة أخرى مسؤوليَة الاختطاف.

### تدهور الوضع الأمني
ألقى العديدُ من الليبيين باللومِ على المؤتمر الوطني العام والحكومة المؤقتة في تدهورِ الوضع الأمنيّ في البلاد. في الواقع حاولت الحكومة المؤقتة السيطرة على الميليشيات والجماعات المُسلّحة والثوريّة التي تشكّلت أثناءً الثورة لكنها لم تنجح في ذلك. بدأ الليبيون في بنغازي على وجهِ الخصوص يشهدون عمليات اغتيالٍ واختطافٍ فاعتبروا أنّ المؤتمر الوطني العام يغضُّ الطرف عن الوضع الأمني المتدهور في الشرق.
زادت المخاوف الأمنية في جميع أنحاء البلاد مما سمح للجماعات المسلحة بالتوسُّعِ في كلٍ من طرابلس والشرق.
- اغتالت جماعةُ أنصار الشريعة في عام 2012 السفير الأمريكي في ليبيا.[135]
- اختُطف رئيس الوزراء الليبي علي زيدان في تشرين الأول/أكتوبر 2013 من قِبل غرفة عمليات الثوار.
- اختطفت غرفة عمليات الثوار عددًا الدبلوماسيين المصريين في كانون الثاني/يناير 2014.
- اقتحمَ مُحتجُّون مسلّحون يُزعم ارتباطهم بغرفة عمليات الثوار في آذار/مارس 2014 مبنى برلمان المؤتمر الوطني العام وأطلقوا النار فأصابوا اثنين من النواب على الأقل.[136]

استُولي على قاعدة تدريب لمكافحة الإرهاب تُسمّى «المعسكر 27» في نيسان/أبريل 2014 على مقربةٍ من الحدود التونسية من قِبل القوات التابعة لعبد المحسن الليبي المعروف أيضًا باسم إبراهيم تنتوش، وهو عضوٌ قديمٌ في تنظيم القاعدة وعضو سابق في الجماعة الليبية المقاتلة. وصفت قوات عبد المحسن الليبي فيما بعدُ المعسكر 27 بأنه جزءٌ من قوة درع ليبيا، التي يقولُ مراقبون إنها مرتبطة بتنظيم القاعدة منذُ عام 2012.

### قانون العزل السياسي
حاولَ الإسلاميّون في المؤتمر الوطني العام ممارسة ضغوطٍ على الليبراليين والوسطيين في أيّار/مايو 2013 من أجل سنّ قانونٍ يحظرُ فعليًا كل من شارك في حكومة القذافي من تولّي المناصب العامة. دعمت الأحزاب السياسية الإسلامية والمستقلين القانون حيث لم يكن لديهم بشكلٍ عامٍ أيّ ارتباطٍ بنظام القذافي كما حظي القانون بدعمٍ شعبي قوي حيثُ أظهرت استطلاعات الرأي أنّ الغالبية العظمى من الشعب الليبي يُؤيّد استبعاد كبار المسؤولين في نظام القذافي.
كان من المتوقّع أن يُؤثّر القانون بشكلٍ خاصٍ على نخبة المغتربين وقادة الأحزاب الليبرالية، كما كانت هناك تحفظاتٌ على أنّ مثل هذا القانون سوف يلغي الخبرة التكنوقراطية المطلوبة في ليبيا في ذلك الوقت. اقتحمَ في وقتٍ لاحقٍ رجال الميليشيات المسلحة الوزارات الحكومية، وأغلقوا المؤتمر الوطني العام مطالبين بإقرارِ القانون. أدى ذلك إلى تخويف المؤتمر الوطني العام فأقرَّ القانون الذي وافق عليهِ 164 عضوًا مع امتناعِ أربعة فقط عن التصويت ولم يعارضه أي عضو.

### قمع المرأة
يُجادل معارضو المؤتمر الوطني العام بأنه كان يدعمُ قمع حقوق المرأة. يُنظر مثلًا إلى الصادق الغرياني مفتي ليبيا على أنه وثيقُ الصِّلة بالأحزاب الإسلامية، وكان الصادق قد أصدر فتاوى تأمرُ المسلمين بطاعة المؤتمر الوطني العام، وفتاوى أخرى تأمرُ «المسلمين» بالقتال ضد قوات حفتر.
أصدرَ الصادق الغرياني في آذار/مارس 2013 فتوى ضد «تقرير الأمم المتحدة حول العنف ضد النساء والفتيات»، كما استنكرَ ما سمَّاهُ تقرير الأمم المتحدة الداعي للفجور والتمرد على الدين والاعتراض على القوانين الواردة في الكتاب والسنة. بعد فترةٍ وجيزةٍ من ذلك، نشرِ المفتي مقالًا توضيحيًا مفاده أنه لا ينبغي أن يكون هناك تمييز بين الرجل والمرأة كما أكّد على أنّ للمرأة دورٌ أكبر في الأسرة نافيًا أن يكون الإسلام قد انتهكَ أو ينتهكُ حقوق المرأة.
في وقتٍ لاحقٍ من عام 2013، اختُطفت المحامية حميدة الهادي الأصفر المدافعة عن حقوق المرأة ثم تعرّضت للتعذيب والقتل، ويُزعم أنها استُهدفت لانتقادها إعلان المفتي العام. لم تُحقّق السلطات في ليبيا في هذه الجريمة بجديّة، كما لم تعتقل أو تتهم أحدًا.
مثَل في منتصف عام 2013 السياسيان علي التكبالي وفتحي صقر أمام المحكمة بتهمة «إهانة الإسلام» وذلك بعد نشرهما رسمًا كاريكاتوريًا يؤيّد حقوق المرأة. واجهَ الاثنان عقوبة الإعدام حسب ما هو منصوصٌ عليه في الشريعة الإسلامية. أثارت قضية محاكمة الاثنان جدلًا كبيرًا في ليبيا وخارجها، إلى أن أُطلق سراحُ علي وفتحي في نهاية المطاف في آذار/مارس من العام 2014، بل ترشّح علي التكبالي لمنصبِ نائبٍ في مجلس النواب الجديد.

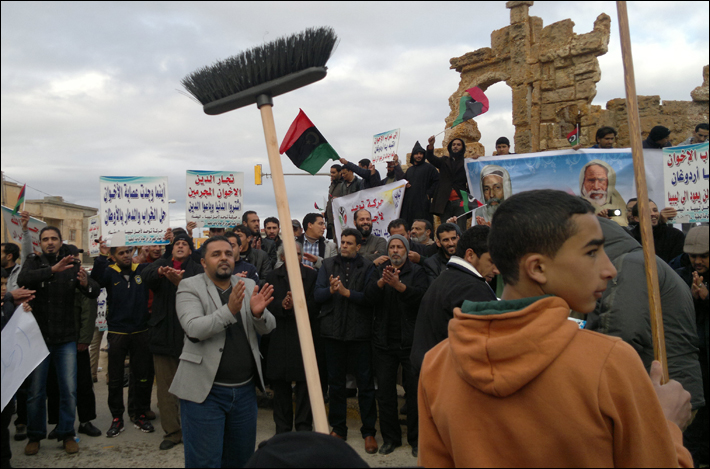
متظاهرون يحتجّون في الشحات ضدّ خطة تمديد ولاية المؤتمر الوطني العام.

أثناءَ رئاسة نوري أبو سهمين للمؤتمر الوطني العام وبعد قرار المؤتمر بفرض قوانين الشريعة في كانون الأول/ديسمبر 2013، فُرض الفصل بين الجنسين والحجاب الإلزامي في الجامعات الليبية وذلك منذ أوائل 2014 مما أثار انتقاداتٍ شديدةٍ من الجماعات المؤيّدة لحقوق المرأة.

### تمديد الولاية
رفضَ المؤتمر الوطني العام التنحيَّ عن السلطة عندما انتهت ولايته الانتخابية الشرعيّة في كانون الثاني/يناير 2014، بل صوَّت من جانبٍ واحدٍ في الثالث والعشرين من كانون الأول/ديسمبر 2013 على تمديد سلطته لمدة عامٍ واحدٍ على الأقل. تسبّب هذا القرار في قلقِ عددٍ من الليبيين فنُظّمت بعض الاحتجاجات في مدنٍ ليبية للتعبير عن رفض تمديد الولاية للمؤتمر دون إجراء انتخابات بل طالبَ آخرون باستقالة المؤتمر كليًا ثمّ تمرير السلطة بشكلٍ سلمي لهيئة شرعيّة أخرى.
تظاهرَ الليبيون أيضًا على انعدام الأمن وألقوا باللائمة على المؤتمر الوطني العام لفشله في بناء أجهزة الجيش والشرطة. احتشد ليبيون آخرون في ساحة الشهداء بطرابلس وخارج فندق تيبستي في بنغازي مطالبين بتجميدِ الأحزاب السياسية وإعادة تفعيل النظام الأمني في البلاد.
بحلول الرابع عشر من شباط/فبراير 2014 أمرَ الجنرال خليفة حفتر بحلِّ المؤتمر الوطني العام ودعا إلى تشكيل لجنة حكومية مؤقتة للإشرافِ على الانتخابات الجديدة. مع ذلك لم يكن لأفعالهِ تأثيرٌ يُذكر على المؤتمر الوطني العام الذي وصف أفعال حفتر بأنها «محاولة انقلاب» ووصفَ حفتر نفسه «بالدكتاتور الطموح وبالسّخيف». واصلَ المؤتمر الوطني العام العمل كما كان من قبل، إلى أن أطلق حفتر عملية الكرامة في السادس عشر من أيّار/مايو 2014 أي بعد ثلاثة أشهر تقريبًا من تمديد ولاية المؤتمر دون انتخابات.

## مجلس النواب
بحلول الخامس والعشرين من أيّار/مايو 2014، أي بعد حوالي أسبوعٍ من بدء خليفة حفتر هجومه — الذي سمَّاهُ «عمليَة الكرامة» — ضدّ المؤتمر الوطني العام، تُقرّر بشكلٍ ما إجراء انتخاباتٍ جديدةٍ في الخامس والعشرين من حزيران/يونيو 2014. هُزمت الأحزابُ الإسلاميّة في الانتخابات لكنها رفضت النتائج التي شهدت مشاركة ضعيفة جدًا لم تتجاوز الـ 18%. اتهمت تلك الأحزاب الإسلاميّة مجلس النواب الجديد بكونهِ مجلسًا يخضعُ لهيمنةِ أنصار القذافي، وقرّرت الاستمرار في دعمِ المؤتمر الوطني العام على الرغمِ من صعود مجلس النواب لهرمِ السّلطة رسميًا في الرابع من آب/أغسطس 2014.
تصاعد الصراع في الثالث عشر من تمّوز/يوليو 2014 حينما أطلقت الأحزاب الإسلاميّة في طرابلس وباقي الفصائل العسكريّة التي تقفُ إلى جانبها عمليَة عسكرية عُرفت باسمِ «عمليّة فجر ليبيا» للاستيلاء على مطار طرابلس الدولي أولًا وقد نجحت في ذلك في الثالث والعشرين من آب/أغسطس من نفسِ العام. اجتمعَ بعد ذلك بوقتٍ قصيرٍ أعضاء المؤتمر الوطني العام الرّافضين لانتخابات حزيران/يونيو — التي جاءت بمجلس النواب — ليكوِّنُوا مؤتمرًا وطنيًا عامًا جديدًا وصوَّتُوا لأنفسهم كبديلٍ لمجلس النواب المُنتخَب حديثًا ثم اتخذوا من العاصِمة طرابلس مقرًا لهم وعيّنوا نوري أبو سهمين من جديدٍ رئيسًا للمؤتمر وعمر الحاسي رئيسًا للوزراء. أُُجبر نتيجةً لذلك غالبيّةُ أعضاء مجلس النواب على الانتقالِ إلى طبرق والتحالف مع قوات حفتر وترشيحهِ فيما بعد قائدًا للجيش. بحلول السادس من تشرين الثاني/نوفمبر 2014 أعلنت المحكمة العليا في طرابلس — الخاضعة لهيمنة وسيطرة المؤتمر الوطني العام الجديد — حلَّ مجلس النواب واعتبارهِ مؤسّسة غير شرعيّة، لكنّ مجلس النواب رفضَ هذا الحكم ووصفه بأنه «صادرٌ تحتَ التهديد».
اتفقت فصائل عملية الكرامة وعملية فجر ليبيا في السادس عشر من كانون الثاني/يناير 2015 على وقف إطلاق النار. قادت البلاد بعد ذلك حكومتان منفصلتانِ، الأولى هي حكومة المؤتمر الوطني العام الجديد والتي تتخذُ من طرابلس مقرًا لها وتُسيطر على العاصمة ومصراتة، بينما الثانيَة هي حكومة مجلس النواب والتي تتخذ من طبرق مقرًا لها وتُسيطر على الشرق الليبي. اعترف المجتمع الدولي بهذه الأخيرة والتي كان يقودها في البداية عبد الله الثني، فيما ظلَّ الوسطُ الليبي ومدينة بنغازي في حالةِ صراعٍ وتنازعٍ بين القوات الموالية لعملية فجر ليبيا والقوات المواليَة لعمليّة الكرامة.

## القوات المتصارِعة

### المؤتمر الوطني العام
كانت القوات الموالية للمؤتمر الوطني العام عبارةً عن تحالفٍ من ميليشياتٍ مختلفةٍ ذات أيديولوجياتٍ مختلفةٍ أيضًا على الرغمِ من أنّ معظمهم من الإسلاميين القادمين من شرقِ ليبيا وبالخصوصِ من بنغازي ودرنة.
منذ بدءِ مفاوضات الاتفاق السياسي الليبي في الصخيرات، كان هناك خلافٌ داخل تلكَ الميليشيات حول دعم المحادثات التي ترعاها الأمم المتحدة وحكومة الوفاق الوطني المُقتَرحة والتي تسعى إلى توحيدِ الحكومتين المتنافستين.
منذ أن بدأت حكومة الوفاق الوطني العمل رسميًا من طرابلس في آذار/مارس 2015، حُلَّ تحالف فجر ليبيا الذي كان من أكبرِ الميليشيات الموالية للمؤتمر الوطني العام في حين أصبحت باقي الفصائل العسكريّة موالية لحكومة الوفاق التي اعتُرف بها دوليًا.

#### فجر ليبيا
ُيُوصف تحالف فجر ليبيا من قِبل بعض الوسائل الإعلاميَة والمراقبين بأنّه «تحالفٌ غير مستقر» كان يُقدَم الدعم اللازم للمؤتمر الوطني العام قبل ظهور حكومة الوفاق. وصفَ برلمان طبرق تحالف فجر ليبيا بـ «التنظيم الإرهابي»، قائلًا إنّه مكونٌ من «جهاديي» القاعدة السابقين الذين قاتلوا ضد القذافي في التسعينيات وأعضاء من جماعة الإخوان المسلمون وشبكةٌ من التجّار من مصراتة. شُكّل هذا التحالف في منتصفِ عام 2014 ردًا على الانقلاب الفاشل الذي قادهُ خليفة حفتر، وسُرعان ما برزَ حينما هزمَ في الشهر الثاني من تشكيلهِ ألوية الزنتان التي كانت تُسيطر على مطار طرابلس الدولي.
تحالفت قبيلةُ الزاوية معَ فجر ليبيا منذ آب/أغسطس 2014، على الرغم من ظهور وحدة قتاليّة واحدة على الأقل من جيش الزاوية إلى جانبِ حفتر في حزيران/يونيو 2014، وزعمت التقارير في كانون الثاني/ديسمبر من نفس العام أن قوات الزاوية كانت تُفكّر علانية في الانفصال عن فجر ليبيا لكنّ ذلك لم يحصل. قاتلَت قوات قبيلة الزاوية بشدة قوات قبيلة ورشفانة بل انخرطت الزاوية في صراعٍ قبلي طويلِ الأمد مع قبيلة ورشفانة المجاورة منذ عام 2011. تُوصف دوافع مشاركة كتائب الزاوية في الحرب الليبيّة على أن لا علاقة لها بالدين بل تنبعُ في المقام الأول من الصراع القبلي مع ورشفانة وثانيًا كنتيجةٍ لمعارضتها كتائب الزنتان والجنرال حفتر.
عندما وصل رئيس حكومة الوفاق الوطني فايز السراج إلى رأسِ السّلطة في طرابلس، فُكّك تحالف فجر ليبيا بالكامل وذلك بسببِ تعارض مصالح الميليشيات المكوّنة له حيثُ اختارت بعض الفصائل الاصطفاف إلى جانبِ حكومة الوفاق الوطني بينما اختارت فصائل أخرى محدودة السلاح والعدد البقاء على على ولائها للمؤتمر الوطني العام.

#### درع ليبيا
تدعمُ قوة درع ليبيا الأحزاب الإسلاميّة في ليبيا، وتنقسمُ قواتها جغرافيًا إلى الدرع الغربي والدرع المركزي والدرع الشرقي. يرى بعض المراقبين أن هناك عناصر ضمنَ قوة درع ليبيا كانوا مرتبطين في وقتٍ سابقٍ بتنظيم القاعدة. ينشطُ الدرع الشرقي من قوّة درع ليبيا في الجزء الشرقي ويُطلق عليهِ في بعض وسائل الإعلام اسمَ «درع ليبيا 1»، بينما ينشطُ الدرع المركزي — وهو الأبرز — وسطَ ليبيا ويتكوّن بشكل خاص من وحدات مصراتة وغرفة عمليات ثوار ليبيا، ثم هناك الدرع الغربي المحدود العدد والعتَاد.
كان عبد المحسن الليبي (ويُعرف أيضًا باسمِ إبراهيم تنتوش) أحد أبرز أعضاء درع ليبيا، حيث استولى هو والقوات التابعة له على قاعدةٍ للقوات الخاصة في نيسان/أبريل 2014 قبل أن يخسرها في وقتٍ لاحق. تربطُ بعض المصادر عبد المحسن الليبي والقوات التابعة له من درع ليبيا بتنيظمِ القاعدة. في الواقع فالعلاقةُ بين تنظيم القاعدة والقاعدة في بلاد المغرب الإسلامي غير واضحة مع باقي الجماعات الإسلامية الناشطة في الحربِ الدائرة في ليبيا على اعتبار أنّ فرع القاعدة في ليبيا ينشطُ في فزان وفي مناطق حدودية أخرى ولا يُعرف ما إذا كان قد ربطَ علاقاتٍ مع فصائل عسكريّة ليبية أم لا.
قاتلَ الدرع الغربي والمركزي من درع ليبيا إلى جانبِ قوات فجر ليبيا قبل أن يُحلّ في عام 2015. في المقابل، اندمجَ الدرع الشرقي لاحقًا مع ميليشيات إسلامية أخرى مشكّلين مجلس شورى ثوري لمحاربة حفتر وجيشهِ الذي أطلقَ عليه تسمية الجيش الوطني الليبي.

#### مجالس الشورى الثورية
مجلس شورى ثوار بنغازي
نظَّمت الجماعات الإسلامية المُسلَّحة في مدينة بنغازي نفسها في مجلسٍ موحّدٍ سُمِّي مجلس شورى ثوار بنغازي ويتكوّن من:
- أنصار الشريعة
- درع ليبيا 1
- لواء شهداء 17 فبراير
- كتيبة راف الله السحاتي

ارتبط مجلس شورى بنغازي ارتباطًا وثيقًا بتنظيم الدولة الإسلامية (داعش) حيث قاتلوا معًا ضد حفتر في معركة بنغازي، ومع ذلك فإنّ مجلس الشورى لم يُبايع داعش قطّ.
مجلس شورى مجاهدي درنة
أمّا في درنة فقد ظهر تحالفٌ مكوّنٌ من عددٍ من الميليشيات تحتَ مسمّى مجلس شورى مجاهدي درنة وذلك في عام 2014. يتبعُ المجلس لتنظيمِ القاعدة وسبق أن اشتبكَ مع داعش في عام 2015 طاردًا إيّاهم من درنة.

#### سرايا دفاع بنغازي
تشكلت سرايا الدفاع عن بنغازي في حزيران/يونيو 2016 للدفاع عن بنغازي من الجيش الوطني الليبي، وضمَّت سرايا الدفاع هذه العديد من ميليشيات فجر ليبيا منظمةً تحت راية المفتي العام السابق الصادق الغرياني. يُعتقد أنّ سرايا دفاع بنغازي (أو سرايا الدفاع عن بنغازي) تدعمُ حكومة الوفاق الوطني خاصّة بعدما تحدثت بعض المصادر عن قيادة مهدي البرغثي وزير الدفاع السابق في حكومة الوفاق لهذه السرايا. في المقابل، لم تعترف حكومة الوفاق الوطني أبدًا بسرايا الدفاع عن بنغازي، بل دعا بعضُ الشخصيّات في الوفاق إلى تصنيفَ السرايا على أنها «منظمة إرهابية».

#### الميلشيات الأمازيغية
على الرغم من أن الميليشيات الأمازيغية المتمركزة بشكلٍ أساسي في زوارة والجبل الغربي قاتلت إلى جانبِ فجر ليبيا، إلّا أنهم يعتبرون أنفسهم مدفوعين نحو ذلك لأن كتائب الزنتان وبقية أعدائهم انحازوا إلى مجلس النواب في طبرق. تبقى الدوافع الرئيسية للميليشيات الأمازيغية والتي دفعتها للقتال ضدّ حفتر هي قضيّة الوحدة العربيّة التي يتحدث عنها حفتر والتي تتعارض مع مطالبهم بالاعترافِ بالّلغة الأمازيغيّة لغة رسمية في البلاد. مع الحفاظِ على عداوتها لحفتر، أصبحت الميليشيات الأمازيغية محايدة في وقتٍ لاحقٍ من الحرب خاصة بعد تشكيلِ حكومة الوفاق الوطني.

### عملية الكرامة
تتكوّن قوات عمليَة الكرامة من الميليشيات التي جمعها حفتر تحتَ قيادته مُطلقًا عليها تسمية الجيش الوطني الليبي خلال حربه على الجماعات الإسلامية في الوسط والغرب. تضمُّ قوات عمليَة الكرامة جيشًا بريًا وآخر بحريًا ثم ثالثًا جويًا إلى جانبِ دعم الميليشيات المحلية.

#### الجيش الوطني الليبي
تَشكّل الجيش الوطني الليبي — والذي يُعرف باسمِ «القوات المسلحة العربية الليبية» في وسائل الإعلام التابعة لحفتر أو تلك التي تُؤيّده — على يدِ الجنرال خليفة حفتر وذلك خلال «عملية الكرامة». بحلول التاسع عشر من أيّار/مايو 2014 أعلن عددٌ من ضباط الجيش الليبي النظامي — وهو الجيش الذي كان يتبعُ القذافي — دعمهم لحفتر فيما أسموه «الحرب على الإرهاب»، كما دعمَ ضباطٌ في قاعدة جوية في طبرق المشير بالإضافةِ إلى أعضاء في ميليشيا مهمة في بنغازي. تمكّن حفتر أيضًا من ضمّ عناصر من بعض الميليشيات التي تنشطُ في البيضاء والتي تقعُ 125 ميلاً شرق بنغازي، كما وردت أنباءٌ عن عدم انضمامِ أقليةٍ من قوة درع ليبيا إلى القوات المتحالفة مع المؤتمر الوطني العام ومن غيرِ الواضح ما إذا كان هذا يعني انضمامهم إلى قوات الجيش الوطني الليبي أم لا. واصلَ حفتر تعزيز قواته من خلال تجنيد جنودٍ جدد إلى جانب التقدم الذي كان يُحرزه على الأرض، وبحلول عام 2017 قال خليفة حفتر إنّ قواته الآن أكبر بـ «مائة ضعف» وتبلغُ حوالي 60 ألف جندي.

#### القوات السلفية أو المليشيات المدخلية
يُقاتل السلفيون – يُطلق عليهم اسمُ المداخلة خاصَة في وسائل الإعلام المعارضة لهم – إلى جانبِ حفتر منذ البداية ضد الجماعات والميليشيات الإسلاميّة وخاصّة مجلس شورى ثوار بنغازي وداعش الذين اعتبروهم خوارج بعد فتوى من رجل الدين السعودي ربيع المدخلي.

#### كتائب الزنتان
منذ معركة مطار طرابلس الدولي، برزت الجماعات المسلحة المرتبطة بالزنتان ومنطقة الجبل الغربي المحيطة بها. تخضعُ كتائب الزنتان لقيادة المجلس العسكري لثوار الزنتان وتُقاتل إلى جانبِ الجيش الوطني الليبي وقوات عمليَة الكرامة بصفة عامّة.

#### مليشيات ورشفانة
لعبت الجماعات المسلحة القبليّة في ورشفانة وخاصة الجماعات المسلحة الموالية للقذافي من المنطقة الواقعة جنوب وغرب طرابلس دورًا كبيرًا في الحربين الأهليتينِ في ليبيا. نجحت ميليشيات ورشفانة في الخامس من آب/أغسطس 2014 في السيطرةِ على المعسكر 27 الذي يقعُ غرب طرابلس من يدِ ليبيا، كما شاركت الجماعات المسلحة في ورشفانة منذ فترةٍ طويلةٍ في الصراع القبلي مع الجماعات المسلّحة في مدينة الزاوية المجاورة وذلك منذ عام 2011. تحالفت الميليشيات المسلّحة في الزاوية مع قوات فجر ليبيا منذ آب/أغسطس 2014، بينما تحالفت الميليشيات المسلحة في ورشفانة مع قوات عمليّة الكرامة. لدى الكتائب المسلّحة في ورشفانة سجّلٌ سيئ في جرائم التقل والاختطاف والتعذيب فضلًا عن الانتهاكات المتكّررة لحقوق الإنسان، وقد هُزموا على يدِ الجيش الليبي التابع لحكومة الوفاق الوطني في عام 2017.

## الخطّ الزمني

### 2013
لم تندلع معارك كبيرة في ليبيا في عام 2013 بين الأطراف الفاعلة في النزاع، لكنّ الهجمات الخاطفة والعمليّات الفردية كانت حاضرة وبقوَة في مختلف المدن الليبيّة، ففي الثامن من حزيران/يونيو قُتل 31 شخصًا على الأقل وجُرح 100 آخرون في اشتباكات في مدينةِ بنغازي بين المتظاهرين وميليشيات درع ليبيا التي تعملُ بموافقةِ وزارة الدفاع. كان معظمُ القتلى من المدنيين وواحدٌ من أفراد الميليشيا، مع ورود أنباء بمقتل 5 جنود.
في الساعات الأولى من صباح الخامس عشر من حزيران/يونيو هاجمَ مئات من المسلحين يرتدون ملابس مدنيّة عدة منشآت أمنية في أنحاء بنغازي، وعند إحدى النقاط أجبروا أعضاء فرقة المشاة الأولى على التخلي عن أجزاء من قاعدتهم أثناء اقتحامهم البوابة الرئيسية وإحراق أجزاء من المبنى. قُتل خلال الهجوم ستة جنود ليبيين على الأقل – أربعةٌ منهم بطلقٍ ناري من قناصة واثنان إثر الإصابة بطعنات – وكان جميع القتلى من أفراد وحدة الجيش الليبي النخبة التي تُعرف باسم الصاعقة. أُصيب أحد عشر شخصًا خلال الهجمات، منهم العديد من المهاجمين. اتهمَ رئيس وكالة مكافحة الجرائم في بنغازي عناصر لا زالت موالية للقذافي بالوقوفِ وراء الهجمات.
وقعَ صبيحة التاسع عشر من حزيران/يونيو انفجارٌ ضخمٌ دمّر مركزًا للشرطة في حي الحدائق ببنغازي ولكنه لم يُسفر عن وقوع ضحايا.
انفجرت سيارةٌ ملغومةٌ في الثاني من تمّوز/يوليو عند نقطة تفتيشٍ تحرسها قوات عسكرية خاصة، مما أسفر عن إصابة أربعة جنود وثلاثة مدنيين على الأقل.
قُتل الناقد والمناهض لجماعة الإخوان المسلمين عبد السلام المسماري في السادس والعشرين من تمّوز/يوليو وذلك بعد مغادرتهِ المسجد عقب صلاة الجمعة خلال شهر رمضان. نتيجةً لذلك، هاجمَ بعض المتظاهرين ممتلكات الإخوان المسلمين في كل من بنغازي والعاصمة طرابلس. بعد ذلك بيومين فقط، تعرّضت بعضُ المباني التابعة للسلطات الليبيَة للقصف ثم وقعت اشتباكاتٌ بين ميليشيا لم يُذكر اسمها والقوات الخاصة العسكرية.
هاجمت ميليشيا مجهولة الهوية أيضًا في التاسع والعشرين من تموز/يوليو مقر حزب الوطن في طرابلس الذي يتزعمه عبد الحكيم بلحاج. في اليوم نفسه، انفجرت سيارةِ مفخخةٌ في بنغازي وجُرح عقيد بحريّة فيما قيل إنها «محاولة لاغتياله». حينها قالَ علي زيدان رئيس الوزراء أنه سيجري تعديلًا لحكومته في وقت قريب.

### 2014
اندلعت أعمال القتال لأول مرة في وقت مبكر من صباح يوم الجمعة 16 مايو 2014 عندما هاجمت قوات اللواء حفتر معسكرات معينة للميليشيات في بنغازي، بما في ذلك واحدة منها ينحى عليها باللائمة في اغتيال السفير الأمريكي كريستوفر ستيفنز عام 2012. شاركت المروحيات والطائرات والقوات البرية في الهجوم، مما أسفر عن مقتل 70 شخصا على الأقل، وإصابة 250 آخرين. وتعهد حفتر أن لا يتوقف حتى يتم تطهير بنغازي من المجموعات المسلحة على حد وصفه.
بدأت العملية عندما قامت القوات المواليه لخليفة حفتر بالهجوم على وحدات من ميليشيا 17 فبراير، و ميليشيا درع ليبيا 1، وأنصار الشريعة. انحصر القتال إلى حد كبير في المناطق الجنوبية الغربية من بنغازي كالهواري وسيدي فرج. وتركز القتال على وجه الخصوص في المنطقة الواقعة بين حاجز البوابة الجنوبي الغربي ومصنع الإسمنت؛ وهي منطقة تسيطر عليها مجموعة أنصار الشريعة. شوهدت مروحيات تشارك في جزء من القتال على منطقة الهواري.
في اليوم التالي قامت ميليشيا درع ليبيا واحد والتي تتخذ من مرفق كان تابعاً لجهاز الأمن الداخلي السابق في وسط المدينة مقرا لقواتها بالهجوم على ميناء بنغازي البحري حيث اشتبكت مع القوة الأمنية التابعة للدولة والتي تقوم بحماية الميناء وكذلك اشتبكت مع قوات مشاة البحرية في القاعدة البحرية المجاورة في جليانا في معركة استمرت نحو يومين وانتهت باحتلال الميليشيا للميناء وسقوط قتلى وجرحى. 
تحركت قوات التي يقودها حفتر على ما يبدو نحو بنغازي من الشرق، بمسانده من بعض الوحدات القادمة من المرج. وقد اندرج ضمن هذه القوات وحدات قبلية مختلفة. ثم انضم لهم على ما يبدو عناصر قليله من الجيش الليبي في بنغازي.
مع أن سلاح الجو الليبي ومشاة البحرية لديهما علاقات وثيقة بالقوات الخاصة الليبية (الصاعقة)، فلا يبدو أن تلك الكتائب ولا الغرفة الأمنية المشتركة بنغازي قد شاركت في ذلك الهجوم. بينما قال الناطق باسم الغرفة الأمنية السابق، العقيد محمد حجازي، أن القوات العسكرية الليبية تقاتل «تشكيلات إرهابية» في مناطق بسيدي فرج والهواري ببنغازي. وذكر حجازي أيضا أن قوات الجيش الليبي سيطرت وقتها على معسكر تابع لميليشيا راف الله السحاتي. وذكرت صحيفة ليبيا هيرالد الصادرة بالإنجليزية أيضا أن شاهد عيان ادعى أنه شاهد دبابات تابعة لقوات الصاعقة متمركزة على طريق المطار أمام معسكرها في بوعطني. وقد دعت القوات الخاصة (الصاعقة) سكان بنغازي أن يتجنبوا المناطق التي تشهد الإشتباكات. 
ونتج عن القتال أن كانت شوارع بنغازي فارغة إلى حد كبير وأغلقت الطرق المؤدية إلى بنغازي بشكل فعال. وأدى القتال أيضا في إغلاق مطار بنينا الدولي، بالقرب من بنغازي.
في اليوم التالي، عاد المقاتلون من ميليشيا راف الله السحاتي و أيضا ميليشيا شهداء 17 فبراير إلى قواعدهم، والتي كانوا قد طردوا في اليوم السابق حيث لم تكن قوات الجيش بها. 

#### البيان الصحفي اللاحق لحفتر
في 17 مايو، عقد خليفة حفتر مؤتمر صحفي أعلن فيه أن المؤتمر الوطني العام الليبي المنتهية ولايته آنذاك «غير شرعي ولم يعد يمثل الشعب الليبي». وادعى أنه اكتشف أدلة على أن المؤتمر الوطني العام قد فتح الحدود الليبية إلى إرهابيين مُعلن عنهم واستدعى العديد من المقاتلين الإسلاميين الدوليين للقدوم إلى ليبيا، وقدم لهم جوازات سفر ليبية. وأوضح أن الهدف الرئيسي من حملته هو «تطهير» ليبيا من المتشددين الإسلاميين، وتحديدا جماعة الإخوان المسلمون «الإرهابية». 

#### رد فعل حكومة المؤتمر الوطني
في مؤتمر صحفي عقدته الحكومة الليبية كرد على هجوم بنغازي، أدان القائم بأعمال رئيس الوزراء المؤقت عبد الله الثني حركة اللواء حفتر ووصفها بالحركة غير الشرعية وقال إن هذه الحركة تقوض محاولات مواجهة الإرهاب في ليبيا. وكانت الحكومة المؤقتة قد سمت أنصار الشريعة كمنظمة إرهابية في وقت سابق من مايو 2014. 
ادعى الثني أن طائرة واحدة فقط من سلاح الجو الليبي قد شاركت في الاشتباكات، إلى جانب 120 عربة تابعة للجيش، على الرغم من أن شهود عيان قد ذكروا لشبكة سي إن إن بأنهم شاهدوا العديد من الطائرات تشارك في الهجوم. 
وأدان أيضا اللواء عبد السلام جاد الله العبيدي، رئيس أركان الجيش الوطني الليبي المثير للجدل والذي كان المؤتمر الوطني العام قام بتعيينه رئيساً للأركان في 30 يوليو 2013، أدان الهجوم الذي شنته قوات الجيش التي يقودها حفتر، ودعا القوات الموالية له «بالدخلاء على بنغازي». وفي المقابل حث العبيدي من سماهم «الثوار» في بنغازي على مقاومتهم.
في اليوم التالي، قامت رئاسة الأركان العامة بإعلان منطقة حظر جوي فوق بنغازي تم فيها حظر جميع الرحلات الجوية فوق المدينة في تحد مباشر لحفتر من أجل منع القوات شبه عسكرية من استخدام القوة الجوية ضد الميليشيات الإسلامية في المنطقة.
معركة مطار طرابلس الدولي
أعلنت قوات فجر ليبيا بدء هجوم في 13 يوليو 2014 بهدف الاستيلاء على مطار طرابلس العالمي وعدد من المعسكرات في المناطق المجاورة له الذي تقوم قوات تابعة للزنتان بإدارته وتأمينه منذ (تحرير طرابلس) في 2011 حيث قامت بأعمال تخريبية وتهريب عبر المطار.
في 24 أغسطس وبعد قرابة الشهر على بداية هجومها على مناطق في طرابلس قامت قوات فجر ليبيا بالسيطرة على مطار طرابلس إثر فرار قوات الزنتان من المطار حيث أظهرت الصور دماراً هائلاً لحق بالمطار الرئيسي في طرابلس، والجدير بالذكر ان جزء كبير من الدمار سببه بعض قادة فجر ليبيا بسبب القصف العشوائي للمطار وهي حقائق مثبثة ومعروفة بما فيها تدمير طائرة الخطوط الأفريقية الايرباص 330 وتضرر طائرة الخطوط الجوية الليبية الايرباص 330 بشكل كبير وكثير من باقي الاضرار الجسيمة، وكذلك قامت قوات الزنتان بترك ألغام قبل فرارها من محيط وداخل المطار.

### 2017
في يوم الثُلاثاء 5 يوليو 2017 أعلنت القوات التابعة لخليفة حفتر الإستيلاء على مدينة بنغازي من مجلس ثوار بنغازي نهائياً بعدها اتهمتهم المنظمات بارتكاب جرائم بشعة ثم تحدث حفتر واصفاً نفسه بأنه قائد الجيش وأنه سيطر على منطقة الصابري، آخر المعاقل الخارجة عن سيطرته بالمدينة سالفة الذِكر، بعد معارك عنيفة، لتنتهي بذلك حملة استمرت ثلاثة أعوام لإعادة السيطرة على المدينة. وفي اليوم التالي، أي الأربعاء 6 يوليو 2017، أعلن قائد الجيش المشير خليفة حفتر، في خطاب موجه إلى الشعب الليبي «تحرير مدينة بنغازي من الإرهاب بصورة كاملة». وقد واكبت الوحشية والانتقام كافة مراحل الحرب في بنغازي بدا من تاسيس كتيبة اولياء الدم الي التكثيل بجثث القتلي في قنفودة.

### 2019
اندلعت في أبريل 2019 مواجهات مسلحة مع اندلاع حرب طرابلس 2019- 2020 وذلك بعد سيطرة قوات الجيش الذي يقوده خليفة حفتر على عدة مدن ومناطق في غرب ليبيا وتمكنها من شن عملية عسكرية تهدف للسيطرة على العاصمة الليبية طرابلس.
واستمرت المواجهات المسلحة بين قوات خليفة حفتر والمجموعات المسلحة التابعة لحكومة الوفاق الوطني الليبية التي تسيطر على طرابلس حتى يونيو 2020 عندما انسحبت قوات الجيش الوطني الذي يقوده خليفة حفتر من مناطق غرب ليبيا وذلك بعد تحالف حكومة الوفاق الوطني الليبية مع دولة تركيا وتدخل الأخيرة لدعم الحكومة المعترف بها دوليا ضد الجيش الوطني الليبي الذي كان مدعوما من مصر والإمارات وفرنسا.
وخلال فترة الحرب حدثت تطورات مختلفة وتقدم وتراجع متكرر لكلا طرفي الأزمة إلا أن نهاية الحرب كانت بتراجع قوات الجيش الوطني نحو الشرق وتقدم قوات حكومة الوفاق وعقد حوارات بمسارات سياسية وعسكرية واقتصادية وملتقى الحوار الوطني الليبي الذي انتهى بتشكيل حكومة الوحدة الوطنية الليبية ووضع نهاية للحرب في طرابلس التي استمرت لنحو 14 شهرا.

## ردود الفعل الخارجية
- الجزائر – في أوائل مايو 2014، قال الجيش الجزائري إنه شارك في عملية تهدف إلى تعقب المسلحين الذين تسللوا إلى أراضي البلاد في تمنراست بالقرب من الحدود الليبية، وأعلنت خلالها أنها تمكنت من قتل 10 «إرهابيين» واستولت على مخبأ كبير للأسلحة بالقرب من بلدة جانيت يحتوي من بنادق آلية وقذائف صاروخية وصناديق ذخيرة.[201] ذكرت ذا تايمز في 30 مايو أن القوات الجزائرية كانت موجودة بقوة في ليبيا وادعى بعد فترة وجيزة صحفي جزائري من الوطن أن فوج كامل من 3500 مظلي وبدعم لوجستي من 1500 رجل آخرين عبروا الحدود إلى ليبيا واحتلوا منطقة في غرب البلاد. وتبين لاحقًا أنهم يعملون جنبًا إلى جنب مع القوات الخاصة الفرنسية في المنطقة. ومع ذلك، فقد نفت الحكومة الجزائرية كل هذه المزاعم لاحقًا من خلال رئيس الوزراء عبد المالك سلال الذي قال لمجلس الشيوخ إن «الجزائر أبدت دائمًا استعدادها لمساعدة البلدان الشقيقة لنا، لكن الأمور واضحة: الجيش الجزائري لن يقوم بأي عملية خارج التراب الجزائري».[202] في 16 مايو 2014، ردت الحكومة الجزائرية على تهديد على سفارتها في ليبيا بإرسال فريق من القوات الخاصة إلى طرابلس لمرافقة موظفيها الدبلوماسيين في طائرة عسكرية خارج البلاد. وقالت وزارة الخارجية الجزائرية: «نظرًا لخطر حقيقي ووشيك يستهدف دبلوماسيينا، فقد تم اتخاذ القرار بالتنسيق مع السلطات الليبية لإغلاق سفارتنا وقنصليتنا العامة بشكل عاجل في طرابلس مؤقتًا».[203] وبعد ثلاثة أيام، أغلقت الحكومة الجزائرية جميع معابرها الحدودية مع ليبيا، ورفعت قيادة الجيش حالة التأهب الأمني طول الحدود، خاصة على معبري تنالكوم والدبداب. جاء ذلك أيضًا مع قيام شركة الطاقة المملوكة للدولة (سوناطراك) بإجلاء جميع عمالها من ليبيا ووقف الإنتاج في البلاد.[204] في منتصف أغسطس، فتحت الجزائر حدودها للاجئين المصريين العالقين في ليبيا وقالت إنها ستمنحهم تأشيرات استثنائية لتسهيل عودتهم إلى مصر.[205] في يناير 2021 تم إقالة رئيس المخابرات الخارجية الجزائرية بسبب عدم مشاركة الجزائر في أي من الاجتماعات الدولية المتعلقة بمستقبل ليبيا، على عكس دول الجوار الأخرى.[206]
- تشاد – في يونيو 2020، أعلن الرئيس التشادي إدريس ديبي دعمه لقوة خليفة حفتر في ليبيا، وأرسل 1500 إلى 2000 جندي لمساعدة حفتر، في أعقاب دعوة الإمارات العربية المتحدة لدعم قوة حفتر ضد حكومة طرابلس.[207][208]
- مصر – لطالما أعربت السلطات المصرية عن قلقها إزاء عدم الاستقرار في شرق ليبيا الذي يمتد إلى مصر بسبب صعود الحركات الجهادية في المنطقة، والتي تعتقد الحكومة أن تلك الجماعات استخدمتها كمعبر آمن للإسلاميين المطلوبين في أعقاب انقلاب عام 2013 في مصر الذي أطاح بالرئيس المدعوم من الإخوان المسلمون محمد مرسي.[209] في 21 يوليو / تموز 2014، حثت الخارجية المصرية رعاياها المقيمين في ليبيا على اتخاذ إجراءات بالغة الحذر حيث كانت تستعد لإرسال موظفين قنصليين لتسهيل عودتهم إلى بلادهم بعد هجوم في المنطقة الصحراوية الغربية لمصر بالقرب من الحدود مع ليبيا أسفرت عن مقتل 22 من حرس الحدود المصريين.[210] وبعد أسبوع، أعلنت الوزارة أنها ستضاعف عدد مسؤوليها الدبلوماسيين على الحدود الليبية التونسية وجددت دعوتها للمواطنين المصريين للبحث عن مأوى في أماكن أكثر أمانًا في ليبيا.[211] في 3 أغسطس، وافقت مصر وليبيا وتونس على التعاون من خلال إنشاء جسر جوي بين القاهرة وتونس من شأنه تسهيل نقل 2000 إلى 2500 مصري من ليبيا يوميًا.[212] في عام 2020 ساعدت مصر في وضع إعلان القاهرة 2020، ولكن سرعان ما تم رفض ذلك. في 21 يونيو 2020 أمر الرئيس المصري عبد الفتاح السيسي جيشه بالاستعداد لأية مهمة خارج الوطن، مشيرًا إلى أن لبلاده حقًا مشروعًا في التدخل في ليبيا المجاورة. إلى جانب ذلك، حذر أيضًا قوات حكومة الوفاق الوطني من عبور خط المواجهة الحالي مع الجيش الوطني الليبي بقيادة حفتر.[213][214] جاء في بيان رسمي صادر عن المملكة العربية السعودية والإمارات العربية المتحدة في 21 يونيو 2020، أن البلدين الخليجيين يقدمان الدعم الكامل للحكومة المصرية بشأن نواياها التدخل العسكري في ليبيا. أدانت الأمم المتحدة وحكومة الوفاق الوطني المعترف بها مصر والإمارات العربية المتحدة وروسيا وفرنسا لتقديمها دعمًا عسكريًا لميليشيات حفتر.[215]
- مالطا – جنبًا إلى جنب مع معظم المجتمع الدولي، تواصل مالطا الاعتراف بحكومة الوفاق الوطني باعتبارها الحكومة الشرعية في ليبيا.[216] أصر القائم بالأعمال في حكومة شرق ليبيا، حسين مصراتي، على أن مالطا بذلك «تتدخل في الشؤون الليبية».[217] بسبب الصراع، هناك حاليا سفارتان مالطيتان في ليبيا. يسيطر المؤتمر الوطني العام الآن على السفارة الليبية الرسمية في بلزان، بينما افتتح مجلس نواب شرق ليبيا في طبرق قنصلية في طه إكسبيكس. تقول كل من السفارتين أن التأشيرات الصادرة عن الكيان الآخر غير صالحة.[218] بعد توسع داعش في ليبيا، ولا سيما بعد سقوط نوفالية، دعا رئيس الوزراء المالطي جوزيف مسقط وزعيم المعارضة سيمون بوسوتيل الأمم المتحدة والاتحاد الأوروبي إلى التدخل في ليبيا لمنع البلاد من أن تصبح دولة فاشلة.[219][220] صرحت مالطا في عام 2020 أن سياستها تجاه ليبيا تتماشى مع سياسة تركيا.[221]
- السودان – في المرحلة الأولى من الصراع، سعى الديكتاتور السوداني عمر البشير، وهو إسلامي بنفسه، إلى دعم حكومة طرابلس، حيث قدم الأسلحة والمساعدات للمتمردين الذين أطاحوا بمعمر القذافي.[222] ومع ذلك، بعد تحالف البشير مع المملكة العربية السعودية في أعقاب الصراع اليمني، قدم السودان الدعم لقوة حفتر للحصول على دعم من المملكة العربية السعودية. أرسل السودان ألف عنصر من الميليشيات لمساعدة حفتر.[223] ومع ذلك، في يوليو / تموز 2017، أمر الجنرال خليفة حفتر من الجيش الوطني الليبي بإغلاق القنصلية السودانية في بلدة الكفرة، وطرد 12 دبلوماسيًا. تم منح القنصل و 11 موظفًا قنصليًا آخر 72 ساعة لمغادرة البلاد. والسبب هو أن الطريقة التي أدارت بها عملها كانت «مضرة بالأمن القومي الليبي». احتجت الحكومة السودانية واستدعت القائم بالأعمال الليبي في الخرطوم (علي مفتاح محروج) رداً على ذلك، معلنةً انعدام الثقة بين حفتر تجاه السودانيين. يعترف السودان بحكومة الوفاق الوطني في طرابلس كحكومة ليبيا، وليس مجلس النواب الذي يدعمه الجنرال حفتر. اعتبارًا من عام 2017، لم يفتح السودان سفارة في طرابلس ولكنه يحتفظ بقنصلية في العاصمة الليبية لتقديم الخدمة للمواطنين السودانيين.[224] في عام 2020، عقب الإطاحة بعمر البشير، سعى السودان للتحقيق في دور الإمارات في استقدام مرتزقة سودانيين يقاتلون في ليبيا واعتقال عدد منهم.[225][226]

## جهود السلام
خلال النصف الأول من عام 2015، سهَّلت الأمم المتحدة سلسلةً من المفاوضات التي تسعى إلى الجمع بين الحكومتانِ المتنافستانِ والميليشيات المتحاربة في ليبيا. عُقد اجتماعٌ بين الحكومتانِ المتنافستانِ في أوبيرج دي كاستيل في فاليتا بدولة مالطا في السادس عشر من كانون الأول/ديسمبر 2015. وقَّع مندوبون من الحكومتين بعد يومينِ من الاجتماع اتفاق سلامٍ مدعومٍ من الأمم المتحدة في الصخيرات بالمغرب على الرغم من وجود معارضةٍ لذلك داخل الحكومتين. تُقرّر أخيرًا تشكيل حكومة الوفاق الوطني التي عقدت اجتماعها الأول في تونس العاصمة في الثاني من كانون الثاني/يناير 2016، لكن وبحلول السابع عشر من كانون الأول/ديسمبر 2017 أعلنَ الجنرال خليفة حفتر أن اتفاق الصخيرات «باطل».
كان من المقرر عقد اجتماعٌ تحتَ مسمّى المؤتمر الوطني الليبي في غدامس لتنظيمِ انتخابات وعملية سلام في ليبيا. حُضّر للمؤتمرِ على مدار 18 شهرًا خلال عامي 2018 و2019 وكان من المقرر عقده من الرابع عشر إلى السادس عشر من نيسان/أبريل 2019، لكنه أُجِّل بعد شنّ حفتر لهجومٍ عسكري على العاصمة الليبيّة طرابلس الخاضعة لسيطرةِ حكومة الوفاق.

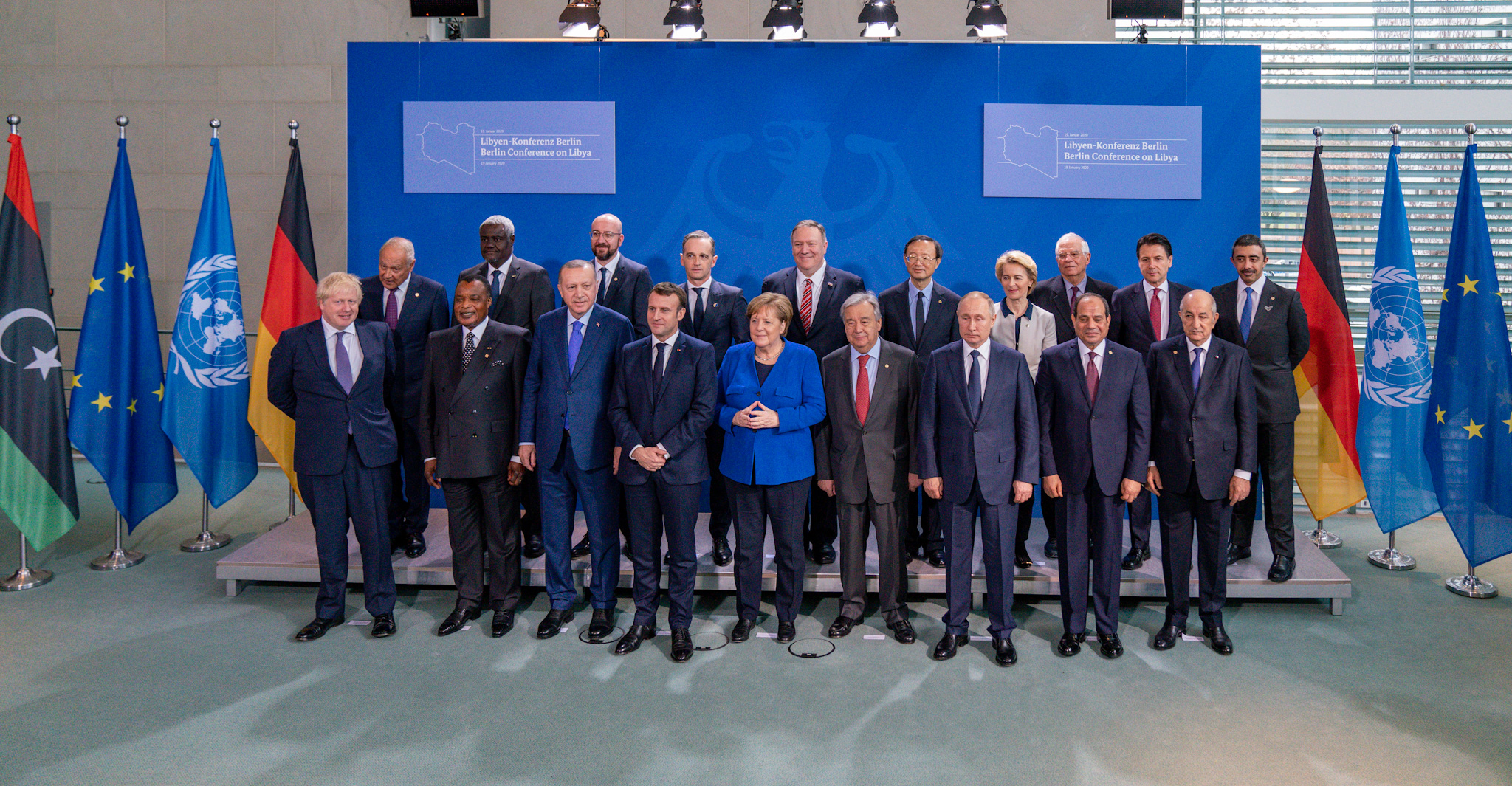
قمة ليبيا في برلين بألمانيا يوم 19 كانون الثاني/يناير 2020

اقترح غسان سلامة رئيس بعثة الأمم المتحدة للدعم في ليبيا في تموز/يوليو من عام 2019 خطة سلامٍ من ثلاث نقاط شملت هدنةً خلال عيد الأضحى، واجتماعًا دوليًا للدول المتورِّطة في الصراع ثم اجتماعٌ داخلي آخر على غِرار المؤتمر الوطني الليبي لكنّ الخطّة لم تنفذ. ناقشَ مجلس السلام والأمن الأفريقي التابعِ للاتحاد الأفريقي في أيلول/سبتمبر من عام 2019 ضرورة قيام مجلس السلم والأمن بدورٍ أكبر في إنهاء الأزمة الليبية، وطرح اقتراحًا بتعيين مبعوثٍ مشتركٍ بين الاتحاد الأفريقي والأمم المتحدة إلى ليبيا.
وجه الرئيس التركي رجب طيب أردوغان ونظيره الروسي فلاديمير بوتين دعوةً مشتركةً لوقفِ إطلاق النار اعتبارًا من الثاني عشر من كانون الثاني/يناير 2020 لإنهاء الحرب بالوكالة في ليبيا، وقيل إنّ وقف إطلاق النار قد انتُهك بعد ساعاتٍ من بدئه. ألقى كلا الطرفين المتحاربين – حكومة الوفاق الوطني المدعومة من تركيا والجيش الوطني الليبي المدعومِ من السعودية والإمارات ومصر والأردن – باللومِ على بعضهما البعض في أعمال العنف التي اندلعت في طرابلس، في حين قال وزير الخارجية التركي مولود جاويش أوغلو «إنّ خليفة حفتر المدعوم من قوى أجنبية بما في ذلك الإمارات لا يُريد السلام ويسعى إلى حل عسكريل لحرب التي طال أمدها في البلاد.»
زعمت الحكومة الليبية المُعترف بها من قبل الأمم المتحدة أنّ قوات حفتر شنّت هجماتٍ على محافظة أبو قرين بالقربِ من مدينة مصراتة الساحلية معتبرةً الهجمات انتهاكًا لاتفاق وقف إطلاق النار المُوقَّعِ في مؤتمر برلين. تبنى مجلس الأمن التابع للأمم المتحدة في الثاني عشر من شباط/فبراير قرارًا يُطالب فيهِ بوقفٍ دائم لإطلاق النار في ليبيا. صاغت المملكة المتحدة مشروع القرار وحصل على تأييد 14 دولة بينما امتنعت روسيا عن التصويت. بحلول التاسع عشر من شباط/فبراير من نفس العام أعلنت حكومة الوفاق الوطني انسحابها من محادثات السلام بعد الهجمات الصاروخية لم يُعرف بالجيش الوطني على طرابلس.
بناءً على طلبٍ من الأمم المتحدة، وافق الجانبان على وقفِ إطلاق نارٍ جديدٍ في أواخر آذار/مارس بسبب المخاوف من انتشار فيروس كورونا المستجد. مع ذلك سرعان ما انهار وقف إطلاق النار بعدما أصابت قذائف في الرابع والعشرين من آذار/مارس سجنًا في منطقة تُسيطر عليها حكومة الوفاق الوطني وهو ما أدانتهُ الأمم المتحدة. في المقابل، شنّت حكومة الوفاق الوطني سلسلة من «الهجمات المضادة» في وقت مبكر من الخامس والعشرين من آذار/مارس ردًا على ما وصفته حكومة الوفاق بـ «أعنف قصفٍ طال طرابلس». حاولَ الرئيس المصري عبد الفتاح السيسي في حزيران/يونيو 2020 التوسّط لحلَ الأزمة في ليبيا عبر إعلان القاهرة، لكن حكومة الوفاق سُرعان ما رفضت ذلك.

## انتهاك حظر الأسلحة الذي تفرضه الأمم المتحدة
فقد أوقفت سفينة تابعة للبحرية التابعة للاتحاد الأوروبي، وهي جزء من بعثة عسكرية تابعة للاتحاد الأوروبي (إريني)، في 10 سبتمبر من هذا العام لحمل وقود نفاث من الإمارات إلى ليبيا للاشتباه بخرق حظر الأسلحة الذي تفرضه الأمم المتحدة طبقا للبيانات التي قدمها مسؤولوا الاتحاد الأوروبي وتدعي أن السفينة كانت توجه إلي جانب بنغازي` ليبيا. وزعم بيان صادر عن البعثة التي يقودها الاتحاد الأوروبي أن الوقود من المتوقع أن يستخدم للأغراض العسكرية.

## آثار الحرب

حقول النفط الليبية وخطوط الأنابيب والمصافي والتخزين

تسبّبت الحرب الأهليّة اعتبارًا من شباط/فبراير 2015 في أضرارٍ كبيرةٍ، حيث كان هناك انقطاعٌ متكررٌ للكهرباء وقلَّ النشاط التجاري بل بلغت الخسائر الليبيَة في الإيرادات من النفط ما نسبته 90% وقُتل أكثر من 4000 شخص جرّاء القتال، وتزعمُ بعض المصادر أنّ ما يقربُ من ثلث سكان البلاد قد فروا إلى تونس كلاجئين.
دفعت الحربُ عددًا كبيرًا من القوى العاملة الأجنبية في البلاد إلى المغادرة وذلك بعدما تعرضوا للاستهدافِ المباشر من قِبل عددٍ من الجماعات المتطرفة على غرار داعش. لا تزالُ الألغام الأرضية تُشكّل تهديدًا في البلاد حيث أن العديد من الميليشيات وخاصة تنظيم الدولة الإسلامية (داعش) استخدمت وبكثافةٍ الألغام الأرضية والمتفجرات الأخرى. لا يزالُ المدنيون هم الضحايا الرئيسيون للألغام الأرضية المزروعة حيثُ أسفرت هذه الأخيرة عن مقتل 145 مدنيًا وإصابة 1465 آخرين وفقًا للإحصائيات التي قدمتها اللجنة الدولية للصليب الأحمر.
كشفت المفوضية السامية للأمم المتحدة لشؤون اللاجئين في تقريرٍ لها أنها سجّلت أكثر من 45,600 لاجئ وطالب لجوء في ليبيا خلال عام 2019 وحده، بينما أفادَ برنامج الأغذية العالمي أنّ ما يُقدر بنحو 435 ألف شخص قد شردوا قسرًا من منازلهم أثناء النزاع. أفادت منظمة الأمم المتحدة للطفولة (اليونيسف) في الثاني والعشرين من تشرين الأول/أكتوبر 2019 أنّ الأطفال يُعانون من أنواعٍ مختلفةٍ من سوء التغذية في الدول التي مزَّقتها الحرب بما في ذلك ليبيا، وقال المدير التنفيذي لليونيسف في الثامن عشر من كانون الثاني/يناير 2020 إنّ آلاف الأطفال الليبيين مُعرّضون لخطر القتلِ بسبب الصراع المستمر في ليبيا. لقد ساءت أوضاع الأطفال والمدنيين منذ اندلاعِ الاشتباكات العنيفة بين الحكومة الليبية المعترف بها دوليًا وقوات ما يُعرف بالجيش الوطني الليبي تحتَ قيادة حفتر الذي تلقّا ويتلقا دعمًا وتمويلًا من الإمارات ومصر في حربه للسيطرةِ على العاصمة طرابلس وغرب ليبيا.
لقد تسبَّب الحصار المفروض على حقول النفط ووحدات الإنتاج الرئيسية في ليبيا من قِبل قوات حفتر في خسائر ماليَة كبيرة بلغت أزيد من 255 مليون دولار خلال ستة أيامٍ من الإغلاق وفقًا للمؤسسة الوطنية للنفط في ليبيا، وتكبّدت هذه الأخيرة – وهي الشركة التي تُدير مسائل النفط والغاز في ليبيا – خسارة إنتاج قدرها 155 ألف برميل نفط يوميًا بسببِ الحصار الذي فرضه ما يُعرف بالجيش الوطني الليبي على منشآت الإنتاج.
عانى آلاف اللاجئين الذين أُجبروا على العيش في مراكز الاحتجاز من مشاكل نفسية، وخاصّة النساء والأطفال الذين يُكافحون لمواجهة وفاة أفراد عائلاتهم في الحرب. أفادت المفوضية السامية للأمم المتحدة لشؤون اللاجئين في السابع من شباط/فبراير 2020 أنّ العدد الإجمالي للمهاجرين الذين اعترضهم خفر السواحل الليبي في كانون الثاني/يناير من نفسِ العام ارتفعَ بنسبة 121% مقارنة بنفس الفترة من عام 2019. في الواقع، لقد حوّلت الحرب المستمرة البلاد إلى ملاذٍ ضخمٍ للمهاجرين الفارين من العنف والفقر في إفريقيا والشرق الأوسط.
قامت مجموعة مسلحة في السادس من نيسان/أبريل بغزوِ محطة تحكّمٍ في الشويرف تعملُ ضمن مشروع النهر الصناعي العظيم وأوقفت ضخّ المياه إلى طرابلس مهدّدة العُمَّال. لقد كان تحرّك هذه الجماعة المسلّحة وسيلةً للضغط على جماعات أخرى لإجباها على إطلاق سراحِ بعض أفراد الجماعة المُهاجِمة.
نشرت الأمم المتحدة بيانًا في الواحد والعشرين من نيسان/أبريل 2020 قالت فيهِ إنّ استمرار الحرب يُفاقم الوضع الإنساني في ليبيا آخذةً في الاعتبار «الزيادة الكبيرة» في القصفِ على المناطق المكتظة بالسكان في طرابلس، كما حذرت المنظمة من أن مثل هذه الأنشطة يمكن أن تُعتبر جرائم حرب.
ذكرت بعثة الأمم المتحدة للدعم في ليبيا في تقريرها للربع الأول لعام 2020 بشأنِ الخسائر المدنية في ليبيا أنّ ما يقرب من 131 مدنيًا قد قُتل بين الأول من كانون الثاني/يناير والواحد والثلاثين من آذار/مارس 2020.

أثارت رئيسة الادعاء في المحكمة الجنائية الدولية فاتو بنسودة في الخامس من أيّار/مايو 2020 مخاوف بشأن موجة الهجمات المستمرة التي يشنها حفتر على طرابلس، وقال المدعي العام إنّ تلك الأعمال تُعرض الأرواح للخطر وحذر من احتمال وقوع جرائم حرب بسبب الوضع الراهن. أعربت المحكمة في بيانٍ خاص عن قلقها من الأعداد الكبيرة من الضحايا المدنيين الذين تُفيد التقارير أنهم سقطوا بسببِ الضربات الجوية وعمليات القصف.

### أوضاع المهاجرين وطالبي اللجوء
في 13 ديسمبر 2021، نشر المرصد الأورومتوسطي لحقوق الإنسان تقريرًا كشف فيه عن تعرض آلاف المهاجرين وطالبي اللجوء في ليبيا لانتهاكات جسيمة، بما في ذلك الاحتجاز والقتل والمعاملة غير الإنسانية. تعرض المهاجرون المحتجزون وفق التقرير لمختلف أشكال العنف الجسدي والنفسي، والاحتجاز التعسفي، والتعذيب، والابتزاز المالي. بحسب التقرير، تجاوز عدد المهاجرين المحتجزين في ليبيا 13 ألف محتجز من جنسيات مختلفة.